# Jacopo Aconcio
Jacopo Aconcio, latinsky Acontius Jacobus, (7. září 1492 – 1566) byl italský filozof a reformační teolog. Jeho nejvýznamnějším dílem je De methodo, hoc est de recta investigandarum tradendarumque artium ac scientiarum (zkráceně De methodo, česky O metodě), ve kterém udává jako nejnaléhavější úkol doby nalezení nové metody výkladu skutečnosti.